# Felipe Reynero
Felipe Andrés Reynero Galarce (Santiago, Chile, 14 de marzo de 1989) es un futbolista chileno, que juega de extremo o volante por la banda derecha en Deportes Temuco de la Liga de Ascenso de Chile. Su padre es Roberto Reynero, jugador de Universidad de Chile en la década de los 80.

## Trayectoria
Inició su carrera en las inferiores del Universidad Católica a los 16 años, pero por falta de oportunidades emigró a San Antonio Unido en 2009. Un año más tarde fue transferido a Magallanes, donde debutó en el primer equipo y luego de una gran campaña, siendo uno de los puntos altos del equipo en la Primera B, fue fichado por Rangers de la Primera División de Chile, para la temporada 2012. En el año siguiente firmó en Huachipato y el siguiente en Universidad de Concepción, en donde se mantuvo por 2 años.
Luego, pasó por Deportes Iquique por una temporada, para luego salir del país, más específicamente, a México, ya que el Atlante se hizo de sus servicios durante el segundo semestre de 2017. En 2018 fue presentado como refuerzo de Provincial Curicó Unido.

## Clubes
| Club                      | País   | Año       |
| ------------------------- | ------ | --------- |
| San Antonio Unido         | Chile  | 2009      |
| Magallanes                | Chile  | 2010-2011 |
| Rangers                   | Chile  | 2012      |
| Huachipato                | Chile  | 2013-2014 |
| Universidad de Concepción | Chile  | 2014-2016 |
| Deportes Iquique          | Chile  | 2016-2017 |
| Atlante                   | México | 2017      |
| Curicó Unido              | Chile  | 2018      |
| Cobresal                  | Chile  | 2019-2021 |
| Ñublense                  | Chile  | 2022      |
| Deportes Copiapó          | Chile  | 2023-2024 |
| Coquimbo Unido            | Chile  | 2025      |
| Deportes Temuco           | Chile  | 2025-Act. |

## Palmarés

### Campeonatos nacionales
| Título     | Club                      | País  | Año     |
| ---------- | ------------------------- | ----- | ------- |
| Copa Chile | Universidad de Concepción | Chile | 2014-15 |